# Hubert Knapp
Pour les articles homonymes, voir Knapp.
Hubert Knapp, né le 16 janvier 1924 à Toulon et mort le 4 janvier 1995 à Paris 17e, est un réalisateur.

## Biographie
Hubert Knapp commence sa carrière comme assistant réalisateur d'un des pionniers de la télévision : Jacques Armand. Après des courts métrages, il collabore à l'émission de cinéma Cinéastes de notre temps, mais son domaine de prédilection est le documentaire et le portrait dont il devient vite un des maîtres. Il trace celui de Jean-Luc Godard sans découpage préalable, se bornant à travailler suivant l’inspiration, convaincu que la véritable personnalité ne peut apparaître que par fragments arrachés lors de situations. En 1956, il est l'auteur remarqué de la série télévisée Les Conteurs. La mémoire vivante et la culture orale sont, selon Hubert Knapp : « notre Titanic, notre gisement aurifère le plus précieux, notre monument en péril ».
Comme son compagnon de réalisation Jean-Claude Bringuier, il appartient à l'école de la « caméra-subjective », également appelée « École des croquis », dans la ligne des travaux Leacock. Jean-Marie Drot ou Danielle Hunebelle s'y rattachent. Aujourd'hui, certains réalisateurs comme Christophe de Ponfilly ou Frédéric Laffont font figures d'héritiers.
L’écriture d’Hubert Knapp préexiste au tournage. En fonction des circonstances pressenties, il choisit des angles. Rompant avec le style des documentaires télévisés d'alors (d'inspiration souvent touristiques), il inaugure une façon de filmer qui laisse la parole aux interviewés. Ce travail implique de longs préparatifs, notamment dans l'approche des personnes (dont il devient parfois l'ami). L’ambition d’Hubert Knapp était de pouvoir enregistrer les récits du plus grand nombre de témoins possibles (il possédait sept à huit cents témoignages). 
Il est de ceux qui croient que la grande histoire est l'addition de petites histoires. Sollicitant les confidences ou les souvenirs, il donne la parole dans des entretiens qui relèvent de la conversation. Le ton y est intime, énergique et teinté d'humour. 
Après la série des « Conteurs », Hubert Knapp et Jean-Claude Bringuier réalisent des documentaires remarqués dont « Cinq Anglais pour Noël » qui leur vaut, en 1962, d'être couronnés « meilleurs réalisateurs » par l'Association française de la critique de cinéma et de télévision. Tous deux signent et produisent ensuite leurs fameux « Croquis » (dont un consacré à la vie à l'Élysée et au portrait de Georges Pompidou, en 1970) et les « Provinciales ».
Maurice Clavel définissait, dans le Nouvel Observateur, Les Croquis comme des « sortes de reportages où des instantanés bout à bout forment une œuvre et suggèrent une pensée parfois durable, en quoi la télévision semble découvrir et accomplir son essence ». À propos de leur travail, o parle "de journaux libres de voyages". Les deux complices partageant la capacité d’émerveillement pour le passé et la culture, dressent de nombreux portraits de villes et de pays. Dans une approche subjective et intimiste, ils réalisent leurs essais que Jacques Siclier appelait « la télévision à la première personne ». Hubert Knapp applique disait de ses sujets : « l’on peut, à partir de décors, de personnages et de situations réels créer une construction dramatique d’une intensité comparable à celle d’une œuvre de fiction ».
La série Les Provinciales sera du même registre que Les croquis, mais aura une tout autre ambition. Pierre Sabbagh, alors directeur des programmes, demande à Knapp et Bringuier de consacrer des émissions à la province française. Les deux réalisateurs se font producteurs et recrutent une équipes pour répondre aux exigences de cette entreprise. Ensemble, ils  feront deux épisodes intitulés "Fresselines" (portrait d’une société paysanne menacée). Hubert Knapp réalisera seul les trois dernières émissions sous le titre générique "Le vigneron du Bordelais". Ils collaboreront ensemble en tant que producteur de la série "Les signes du temps" et coréaliseront quelques émissions jusqu'à l’éclatement de l’ORTF.
Hubert Knapp témoignait d’une immense curiosité, d’une incapacité à rester en place et d’un goût de la vie qui l'ont incité à tourner, plus récemment, des documentaires de société sur l'Allemagne de Cologne à Berlin, sur les quartiers et les villes. Tout en signant ses « Chroniques de France », dont la dernière, « Les Alsaciens », portrait de l'Alsace et de ses habitants, a été diffusée par France 3 (« le Monde radio-télévision » daté 9-10 septembre 1990).
Marié en 1950 avec Monique Koning, il est père de quatre enfants : Michèle (née en 1951), Anne-Marie (née en 1953), Nicolas (né en 1955) et Yves-Alexandre (né en 1960).
Hubert Knapp est décédé le 4 janvier 1995 à Paris des suites d'une longue maladie. Il était âgé de soixante-dix ans.

## Filmographie
- 1954-1960 : Art et magie de la cuisine[2],[3]
- 1957-1967 : Croquis en coréalisation avec Jean-Claude Bringuier
  - 1957 : Croquis Lyonnais 
  - 1958 : Croquis Bordelais
  - 1959 : Croquis en Soule
  - 1960 : Lettres de Sète
  - 1962 : Croquis de Camargue
  - 1962 : Cinq Anglais pour Noél
  - 1963 : La société de la montagne
  - 1963 : trois Croquis d’Amérique
  - 1965 : trois Croquis d’Aix
  - 1966 : quatre Croquis du Liban
  - 1967 : trois Croquis en Périgord
- 1969- 1977 : Provinciales
  - 1969 : Les moines de l’abbaye de Sénanque d’Hubert Knapp et Alain Boudet
  - 1971 : Thouars par exemple d’Hubert Knapp et Paul Renty
  - 1971 : La transhumance d’Hubert Knapp et Paul Renty
  - 1972 : Autrefois les loups venaient rôder à Saint Hilaire d’Hubert Knapp et Jean-Claude Bringuier
  - 1973 : Fresselines d’Hubert Knapp et Jean-Claude Bringuier
  - 1977 : Le vigneron du Bordelais d’Hubert Knapp
- 1979-1982 : Un continent perdu : les Pique-Talosse
  - La despourguère
  - La galère et le fusil ou de « tous temps à jamais »
  - La battère
  - La révolte ou Recherche autour d’une chanson
- 1978-1984 : Ceux qui se souviennent
  - La revanche 1880-1900
  - Les enfants de la République 1900-1914
  - Ils ont tenu 1914-1918
  - Le printemps 19
  - Mémoires populaires chantantes et sentimentales des années 25
  - Avant 36
  - Chronique de la mémoire
  - Tout va bien
  - 1936 ou onze jours de bonheur
- 1986 : Enfants de la république
  - Les voyages de Séraphine
  - Les années d’enfance et d’apprentissage
  - Trois de Fourmiés
  - Femmes des vallées de la soie et du charbon